# 上原正三
上原 正三（うえはら しょうぞう、1937年2月6日 - 2020年1月2日）は、日本の脚本家。沖縄県那覇市出身。

## 略歴
警察官である父を持つ5人兄弟の第3子。太平洋戦争の激化により、1944年9月に一時台湾へ避難する。1か月後に那覇へ戻る予定だったが、那覇が空襲（十・十空襲）で壊滅したうえ、乗っていた那覇行きの船は約2週間の漂流を経て鹿児島へたどり着き、そこから熊本県に移って疎開生活を送る。終戦後の1946年に沖縄へ帰郷し、小学生時代は石川市（現・うるま市）、玉城村（現・南城市）で過ごす。
琉球政府立那覇高等学校での高校生時代は映画に夢中で、『シェーン』などの作品に感動し、これが本格的な映画との出会いになった。
中央大学在籍当時はアマチュアで脚本を執筆し、自らの戦争体験を伝えるべく沖縄戦や米軍基地をテーマにした脚本を書いていた。大学卒業後には肺結核に罹患した一方、療養のために25歳で一時帰郷していた際に母の友人から「同じ映画好き」として誘われ、同郷の金城哲夫と出会う。先に円谷特技プロダクション（現：円谷プロダクション）に入社した金城の誘いで上京して円谷英二や円谷一と出会い、一に「脚本家になりたいなら、まず賞を取れ」というアドバイスに従って脚本での受賞を目指すと、沖縄戦をテーマにした脚本『収骨』を執筆し、同作を芸術祭一般公募に出品して芸術祭奨励賞を受賞する。授賞式への出席のために再上京し、金城の補佐のために円谷特技プロに入社し、文芸部に所属する。金城からの紹介で脚本家の関沢新一に師事した。
1964年、沖縄のローカル番組『郷土劇場』の1篇「しみるするぬーが」で脚本家としてデビューした後、『ウルトラQ』の第21話「宇宙指令M774」で全国区のテレビライターとしてのデビューを果たす。
『ウルトラセブン』では、メインライターの金城が途中から『マイティジャック』に注力していたため、若手の上原と市川森一が文芸の中核を担うようになり、多くの脚本が割り当てられた。上原はその任務を果たし、『怪奇大作戦』でさらに健筆を振るい、次第にその才能を開花させていく。
1969年、金城が円谷プロを退社して沖縄へ帰郷するのと同時に上原も退社し、フリーの脚本家となる。
1971年の『帰ってきたウルトラマン』ではメインライターを務め、第2期ウルトラシリーズの基礎を築いた。次作『ウルトラマンA』にも引き続き参加したが、さらにその次作『ウルトラマンタロウ』の初期で一旦シリーズを離脱する。『ロボット刑事』からは東映の作品を中心に活動し、『がんばれ!!ロボコン』や『秘密戦隊ゴレンジャー』を大ヒットさせる。また、この時期からは実写作品のみならず、東映動画（現：東映アニメーション）制作のテレビアニメ作品も手がけるようになる。
それ以降は一貫して子供番組の企画を担当し、特撮やアニメ作品の脚本を手がけている。特にスーパー戦隊シリーズやメタルヒーローシリーズの初期作品にはメインライターとして参加し、シリーズの基礎を築いた。1987年3月の『時空戦士スピルバン』の終了まで多数の東映作品の脚本を執筆し、1995年の『超力戦隊オーレンジャー』が最後の東映作品となっている。その後は『ウルトラマンティガ』や『ウルトラマンマックス』などのウルトラシリーズを散発的に執筆しており、過去に手がけた作品のオマージュであることが多い。
特撮作品では大学の先輩でもある東映プロデューサー・吉川進と組むことが多く、脚本家仲間では円谷作品時代からの盟友・市川森一に「東芝日曜劇場」の執筆をしばしば勧められていた。子供番組よりも高い待遇を踏まえての忠告であることは理解できたがこれを断り、その後も子供番組の脚本を執筆し続けている。活躍の場を東映に移してからは、特撮・アニメを問わず高久進や曽田博久らとローテーションを組むことが多く、後に高久・曽田ともゲーム製作会社フラグシップのスタッフとして、ともに名を連ねることとなる。
2009年7月下旬、1000本を越えるシナリオから50本を厳選したシナリオ集『上原正三シナリオ選集』（現代書館）を刊行する。
2017年6月、『金城哲夫 ウルトラマン島唄』（筑摩書房）に次ぐ2作目の小説『キジムナーkids』（現代書館）を刊行し、同作で2018年の第33回坪田譲治文学賞を受賞する。
2020年1月2日、肝臓癌のため死去。82歳没。

## エピソード
ケチャップが苦手。戦時中避難していた台湾から船が那覇へ戻れなくなり、漂流していた船の中で食べ物がケチャップしか無く、そればかり舐めていたという苦い経験からそうなったとのこと。
父は戦後石川警察署の署長を務めた。一方、関沢新一は上原の父はバス会社の社長であったと述べており、上原から沖縄を訪れた際には車を出すと言われていたことを述懐している。

### ウルトラシリーズ関係
- 上原の描くウルトラシリーズには、盟友である金城と同様に沖縄出身者としてのアイデンティティーが色濃く反映されている。
  - 『帰ってきたウルトラマン』の第33話「怪獣使いと少年」では、被差別者であるマイノリティ（=メイツ星人）をテーマに据え、その生々しいドラマで多くの視聴者に衝撃を与えた[10]。同エピソードは放送への反対意見がTBS側から挙がり、プロデューサーの橋本洋二のとりなしによって放送には漕ぎ着けたものの、上原と監督の東條昭平は番組から離れることとなった[9]。この後に参加した『シルバー仮面』は、橋本からの紹介であったという[9]。
  - 『ウルトラセブン』の未発表脚本「300年の復讐」は上記のように虐げられた沖縄の人間の視点で描いた内容であり、薩摩藩の琉球侵攻をヒントに作られた作品であったため、後のインタビューで「ぜひとも実現したかった」と述壊している。上原は「薩摩侵攻で琉球が占拠されたその時の強引さが今も続く。この時に処刑された謝名親方が僕の先祖で、今でもいつも僕の心の中に謝名がいる」とも話している[4]。
- 監督の1人である実相寺昭雄と共同で脚本を務めた『セブン』の未発表脚本「宇宙人15＋怪獣35」については、経営の行き詰まった円谷プロを盛り上げるために「派手な花火を打ち上げよう」という想いで執筆したとの旨を、後年のインタビューで明かしている[13]。また、メインライターを務めた東映作品『巨獣特捜ジャスピオン』の最終話「手をつなぐ全銀河の人類たち」はこのプロットを下敷きにしたとの旨を後に明かしている[要出典]。
- 『ウルトラQ』第10話や『セブン』第11話にカメオ出演している。
- 『快獣ブースカ』のブースカ語である「プリプリのキリンコ」は上原が作り出した造語である[14]。

### 東映作品関連
- 仮面ライダーシリーズ第1作『仮面ライダー』には、企画段階で参加していたものの執筆はしていない[15][9]。同作品の企画に参加していた理由について、上原は東映プロデューサーの平山亨が企画に反対する東映上層部や毎日放送を説得するため、『ウルトラマン』に参加していた自身と市川森一を呼び寄せたと証言している[9]。その後、第1話を執筆する予定であったが、『帰ってきたウルトラマン』への参加のために離脱し、実現には至らなかった[9]。上原は、平山はTBSプロデューサーの橋本洋二ともつながりがあったため、快く送り出してくれたと述べている[9]。
- 『イナズマンF』第12話「幻影都市デスパー・シティ」は、『ウルトラセブン』第43話「第四惑星の悪夢」とテーマを同じくしており、科学の発展・物質文明の行き着く先の恐怖を描いたとしている[1]。後年のインタビューで上原は、人間性を喪失した事件が多発していることから、日本は「第四惑星」「デスパー・シティ」になったと評している[1]。
- スーパー戦隊シリーズの脚本執筆本数は、参加作品は少ないものの、曽田博久、荒川稔久、小林靖子に次ぐ歴代4位の174本である[16]。
- 『宇宙刑事シャイダー』を劇場版2作を含め全話執筆したのは、シャイダー / 沢村大役の円谷浩が円谷プロの家族であったことから「自身を育ててくれた円谷プロに恩返しをしたい」と思ったからだという[17]。
- 『グランプリの鷹』のイザベルの死について「まさに僕の夢ですね。男のために死ぬ女性というのは」と述べている[18]。
- 『仮面ライダーBLACK』降板以降、東映や吉川プロデューサーとの縁も途切れたかに見えたが、自宅に数年ぶりに吉川から電話が掛かってきて、「今度やるライダーの映画を書かないか?」と誘われ執筆したのが『仮面ライダーJ』である。上原は同作品を執筆するにあたり前年度作品の『仮面ライダーZO』（杉村升脚本）を強烈に意識したそうで、「特撮マニアが見たら『ZO』が面白いという意見が多いかもしれませんけど、子供が見たら『J』のほうが絶対に面白いと思ってくれる。自信はありますよ」と当時のインタビューにて語っていた[19]。
- 1990年代以降の東映特撮作品の中心的存在である荒川稔久が、作風において影響を受けた人物の一人である。あまりに影響を受けすぎて、荒川が『仮面ライダーBLACK』に参加したとき、彼がプロデューサーに提出するプロットは上原に似た作風のものばかりだった。しまいには東映の吉川進プロデューサーに「上原正三は二人も要らないんだよ」と一喝されそれらはことごとくボツになったという。荒川が若い頃の苦い思い出だが、おかげで独自の作風を編み出すことができたと後の上原との対談で荒川自身が語っている[20]。
- 高久進の死去に際して『Gメン'75』における高久の代表作・「沖縄三部作（第59 - 61話）」を初めて視聴。沖縄の負の部分を徹底して暴く骨太な作劇に上原は数回DVDを観直すほど衝撃を受けたようで、「高久さんは沖縄を自らの中に取り込んで書いている」と評価した[21]。
- スーパー戦隊シリーズなどを担当した東映プロデューサーの吉川進は大学の先輩にあたる[9]。吉川は上原について、反骨精神が強く、一見他愛もないような作品でも根底には深いものがあると評し、また素っ頓狂な内容でも自然に感じられると述べており、ライターとしての実力を評価している[22]。
- スーパー戦隊シリーズなどに共に参加していた脚本家の曽田博久は、上原の仕事の早さや多作ぶりに圧倒されたといい、また戦争を経験しているがゆえの生きる姿の力強さやバイタリティの違いを感じ、敵わないと思ったという[23]。

### その他
- テレビドラマ『どんといこうぜ!』では、沖縄ロケ編の撮影時に自身の結婚式を挙げている[9]。その時点では東京での新居が決まっていなかったところ、帰りの飛行機で一緒になった監督の山際永三の紹介で、円谷プロのプロデューサーである熊谷健の下宿の離れに住むこととなった[9]。
- 『鉄人タイガーセブン』では、敵であるムー原人の登場シーンを愉しんで書いていたといい、反面タイガーセブンのヒーローとしての強さを見せられなかったことを反省点としている[24]。
- 『電人ザボーガー』では、自宅を購入したばかりであったため版権収入を当てにして主題歌の作詞も担当したが、中々支払われず、番組自体にいい印象を持っていないという[24]。途中降板した理由については、ある程度書くと離れたくなる性格であったところに、東映からの誘いがあったためだとしている[24]。
- 『ワイルド7』の『200km/h心中』はアーサー・ペン監督によるアメリカン・ニューシネマ『俺たちに明日はない』を原点にした作品であり、文化批評家の切通理作の著書『怪獣使いと少年 ウルトラマンの作家たち 金城哲夫・佐々木守・上原正三・市川森一』で切通も指摘している[25]。

## 主な作品
※ 太字はメインライターとして参加した作品。

### 脚本

#### 特撮

##### 円谷プロダクション製作作品
- ウルトラシリーズ
  - ウルトラQ（1966年）
  - ウルトラマン（1966年）
  - ウルトラセブン（1967年）
  - 帰ってきたウルトラマン（1971年）
  - ウルトラマンA（1972年）
  - ウルトラマンタロウ（1973年）
  - ウルトラマンティガ（1996年）
  - ウルトラマンダイナ（1997年）
  - ウルトラQ dark fantasy（2004年）
  - ウルトラマンマックス（2005年）
- 快獣ブースカ（1966年）
- 怪奇大作戦（1968年）
- チビラくん（1970年）
- 恐怖劇場アンバランス（1973年）

##### 東映製作作品
- ロボット刑事（1973年）
- イナズマン（1973年）
- イナズマンF（1974年）
- がんばれ!!ロボコン（1974年 - 1977年）
- ロボット110番（1977年）
- スーパー戦隊シリーズ
  - 秘密戦隊ゴレンジャー（1975年）
  - ジャッカー電撃隊（1977年）
  - バトルフィーバーJ（1979年）
  - 電子戦隊デンジマン（1980年）
  - 太陽戦隊サンバルカン（1981年）
  - 超力戦隊オーレンジャー（1995年）
- 宇宙鉄人キョーダイン（1976年）
- 大鉄人17（1977年）
- スパイダーマン（1978年）
- がんばれ!レッドビッキーズ（1978年）
  - それゆけ!レッドビッキーズ（1980年）
- 燃えろアタック（1979年）
- 透明ドリちゃん（1978年）
- メタルヒーローシリーズ
  - 宇宙刑事ギャバン（1982年）
  - 宇宙刑事シャリバン（1983年）
  - 宇宙刑事シャイダー（1984年）全話執筆
  - 巨獣特捜ジャスピオン（1985年）
  - 時空戦士スピルバン（1986年）
  - 超人機メタルダー（1987年）
  - ブルースワット（1994年）
- 星雲仮面マシンマン（1984年）[注釈 1]
- 仮面ライダーBLACK（1987年）序盤のみ

###### 映画
- ロボコンの大冒険（1976年）
- 秘密戦隊ゴレンジャー 爆弾ハリケーン（1976年）
- ジャッカー電撃隊VSゴレンジャー（1978年）
- 電子戦隊デンジマン（1980年）
- 太陽戦隊サンバルカン（1981年）
- 宇宙刑事シャイダー（1984年）
- 宇宙刑事シャイダー 追跡! しぎしぎ誘拐団（1984年）
- 仮面ライダーBLACK 鬼ヶ島に急行せよ（1988年）
- 仮面ライダーJ（1994年）
- 超力戦隊オーレンジャー（1995年）

###### オリジナルビデオ作品
- 巨獣特捜ジャスピオン ビデオスペシャル（1986年）
- 時空戦士スピルバン総集編（1987年）

##### 日本現代企画製作作品
- シルバー仮面（1971年）
- バロンシリーズ
  - スーパーロボット レッドバロン（1973年）
  - スーパーロボット マッハバロン（1974年）
  - 小さなスーパーマン ガンバロン（1977年）
- 少年探偵団（1975年）
- UFO大戦争 戦え! レッドタイガー（1978年）

##### ピー・プロダクション製作作品
- 鉄人タイガーセブン （1973年）
- 電人ザボーガー （1974年）

##### その他の特撮作品
- サンダーマスク（1972年）
- 突撃! ヒューマン!!（1972年）
- 流星人間ゾーン 第4話（1973年）[2]

#### ドラマ
- どんといこうぜ!（1969年）
- 青空にとび出せ!（1969年）
- オレとシャム猫（1969年）
- 柔道一直線（1969年）高校編以降
- 紅い稲妻（1970年）全話執筆
- ガッツジュン（1971年）
- 決めろ!フィニッシュ（1972年）
- ワイルド7（1972年）
- 走れ!ケー100（1973年）
- 若い!先生（1974年）
- けっぱれ!大ちゃん（1979年）
- ちょっぴりセクシーガール（1990年）

##### 時代劇作品
- 彦左と一心太助（1969年）
- 千葉周作 剣道まっしぐら（1970年）
- 熱血猿飛佐助（1972年）

#### アニメ

##### 東映動画・東映本社製作
- ドロロンえん魔くん（1973年）
- ゲッターロボ（1974年）[26]
  - ゲッターロボG（1975年）
- 宇宙円盤大戦争（1975年）
- UFOロボ グレンダイザー（1975年）
- 大空魔竜ガイキング（1976年）[27]
- アローエンブレム グランプリの鷹（1977年）
- 宇宙海賊キャプテンハーロック（1978年）[28]
- 光速電神アルベガス（1983年）
- ビデオ戦士レザリオン（1984年）
- 北斗の拳（1984年）最初期

##### OVA
- ワット・ポーとぼくらのお話（1988年）

##### その他のアニメ作品
- 幻魔大戦 -神話前夜の章-（2002年）全話執筆
- 魔王ダンテ（2002年）全話執筆

#### 未使用脚本・シノプシス
- 円谷プロダクション
  - ウルトラQ
    - 「クラゲモンの襲来」
    - 「SOS東京」
    - 「oil S・O・S」
    - 「化石の城」

  - ウルトラマン
    - 「怪獣用心棒」
    - 「宇宙侵略基地」

  - 快獣ブースカ
    - 「快獣兄弟」

  - ウルトラセブン
    - 「300年間の復讐」
    - 「宇宙人15+怪獣35」[注釈 2]

  - 恐怖劇場アンバランス
    - 「朱色の子守唄」
    - 「月下美人屋敷狂い」
    - 「おそろしき手鞠唄」
- 東映、東映エージェンシー、石森プロ
  - イナズマンF
    - 「さらばガイゼル! イナズマン最期の日」

#### 小説 （雑誌連載）
- 『ニライカナイ・ストーリー』科学技術財団 編『科学技術ジャーナル』（1992年4月（創刊号） - 1994年3月）

### DVD
- 『ウルトラセブン』VOL.9特典映像「ウルトラアベンディックス」（1999年、デジタルウルトラシリーズ）
- 『怪奇大作戦』 VOL.5「脚本家の原点」（2004年、デジタルウルトラシリーズ）
- 『上原正三シナリオ選集』特典DVD

### 著書
- 『がんばれ!レッドビッキーズ』全国朝日放送 1978
- 『24年目の復讐 上原正三シナリオ傑作集』(宇宙船文庫)朝日ソノラマ 1985
- 『金城哲夫ウルトラマン島唄』筑摩書房 1999
- 『上原正三シナリオ選集』 現代書館、2009年
- 『キジムナーkids』 ISBN 978-4-7684-5804-4 現代書館、2017年

### 対談
- 『キジムナーkids』刊行記念対談 （対談相手 切通理作） YouTube にて公開中。

### 漫画原作
- 銀河の女王 スーパーレディー（作画・秋本シゲル）

### 絵物語
- かいじゅうのけっとう がんばれゴーガ（挿絵・梶田達二）

## 演じた俳優
テレビドラマ
- 仲村トオル - 『私が愛したウルトラセブン』（1993年、NHK）
- 河田裕史 - 『ウルトラマンティガ』（1997年）第49話「ウルトラの星」
- 佐久本宝、平田満 - 『ふたりのウルトラマン』（2022年、NHK BSプレミアム）

舞台
- みやざこ夏穂 - 『光の国から僕らのために―金城哲夫伝―』（2016年、劇団民藝）[29]